# Annona squamosa
Hannona squamosa, llamado comúnmente Anón, ates, o atis, riñón, anona, chirimoya, o saramuyo, es un frutal perteneciente al género Annona, de la familia Annonaceae.

## Descripción
Es un árbol pequeño con una altura aproximada de 6 a 8 metros. Las hojas son alternas y simples, oblongo-lanceoladas, de 5-17 cm de largo y de 2-5 cm de ancho.
Las flores se producen en racimos de 3-4 y cada flor es de 1,5-3 cm de ancho, con seis pétalos, de color amarillo-verdoso, con manchas púrpura en la base. Un árbol de cinco años de edad puede producir hasta 50 frutos anones.

El fruto es generalmente redondo u ovalado y posee unos 6-10 cm de diámetro, con un peso de 100-230 gramos. Está cubierto de escamas verdes muy pronunciadas, a semejanza de un cono de pino, y suele ser confundido con la chirimoya.
Su interior es una pulpa blanca, la cual es la parte comestible, dulce y muy nutritiva repleta de semillas marrones (casi negras), muy lisas.

Esta especie no soporta en ninguna circunstancia el frío, muere bajo unos pocos grados bajo cero, ya que está acostumbrado al clima tropical. Aunque resiste moderadamente la sequía, no fructifica bien en periodos secos, requiere al menos unos 700 mm de precipitación.

## Distribución y hábitat

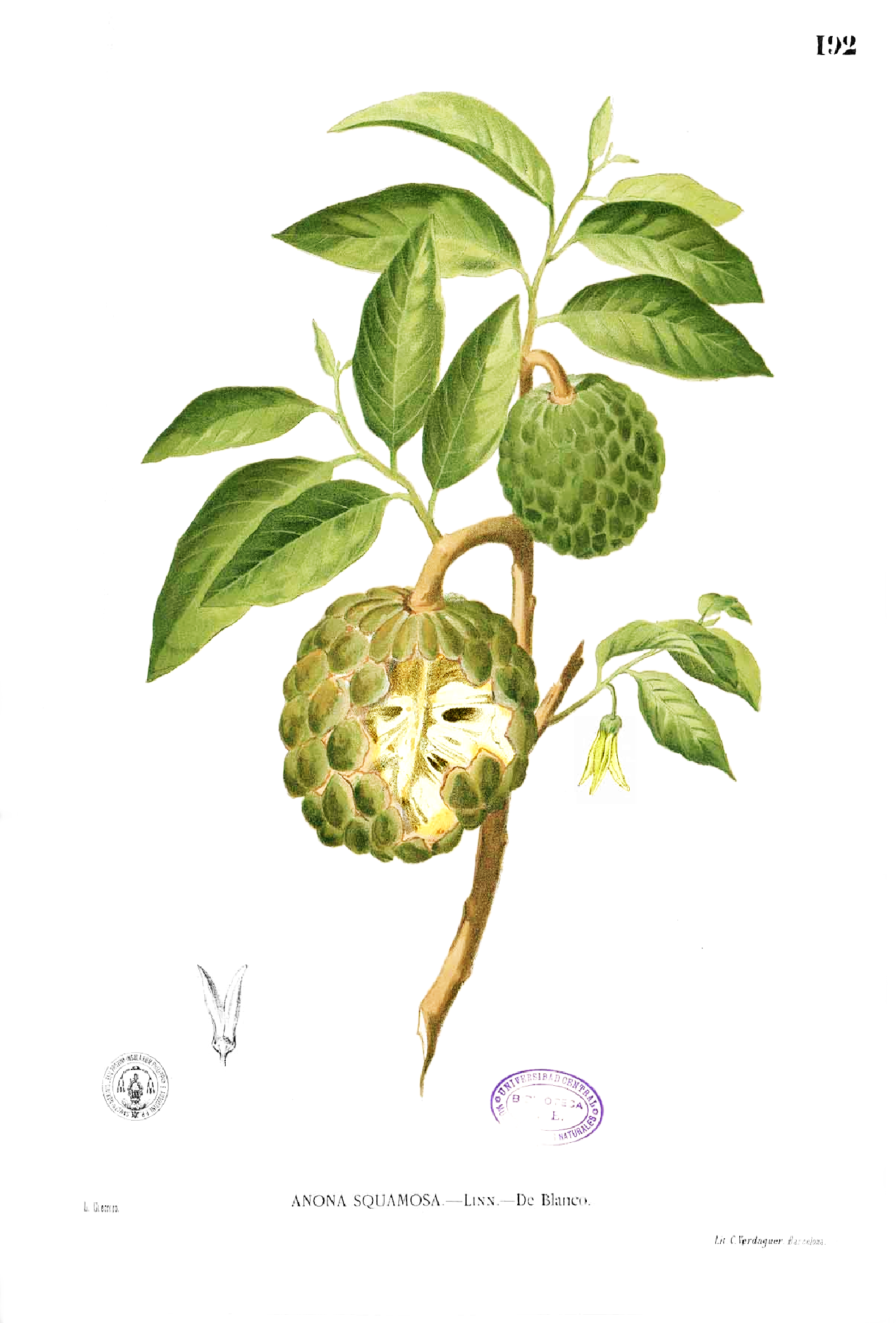
Ilustración taxonómica de Annona squamosa L.

Es nativo de zonas tropicales y subtropicales de América, como en las Antillas (Puerto Rico, Cuba, República Dominicana, Haití etc.), y es también común en Guatemala, Honduras, El Salvador, Nicaragua, Ecuador, Colombia, Perú, Panamá, Venezuela, Brasil, Bolivia y México. 
Se suele cultivar también en zonas sur de Florida,Estados Unidos en la península de Yucatán,México y en Costa Rica en las zonas próximas a Heredia. No obstante, el fruto es conocido en casi todo el mundo con una creciente popularidad (especialmente es conocido su nombre en inglés, "sugar-apple"), y por eso, cada vez se descubren más zonas óptimas para su cultivo. Por esta razón, ya muchas lenguas poseen un nombre propio para este fruto, como por ejemplo, en las Filipinas se le denomina atis (país donde se produce también vino de esta fruta); en Paraguay se lo llama aratiku, en Tailandia se denomina Noi-Na (น้อยหน่า) y en regiones del Medio Oriente, se llama le "achta". En algunas zonas, es considerado como especie invasora.

## Usos
Se consume como fruta fresca, y se utiliza como ingrediente en helados y licuados. El jugo se consume en bebidas refrescantes. También se usa en la fabricación de algunas bebidas alcohólicas de poca graduación. 

## Propiedades
Las hojas y las semillas son vermicidas e insecticidas. La corteza es astringente. Las raíces son un purgante drástico.

## Taxonomía

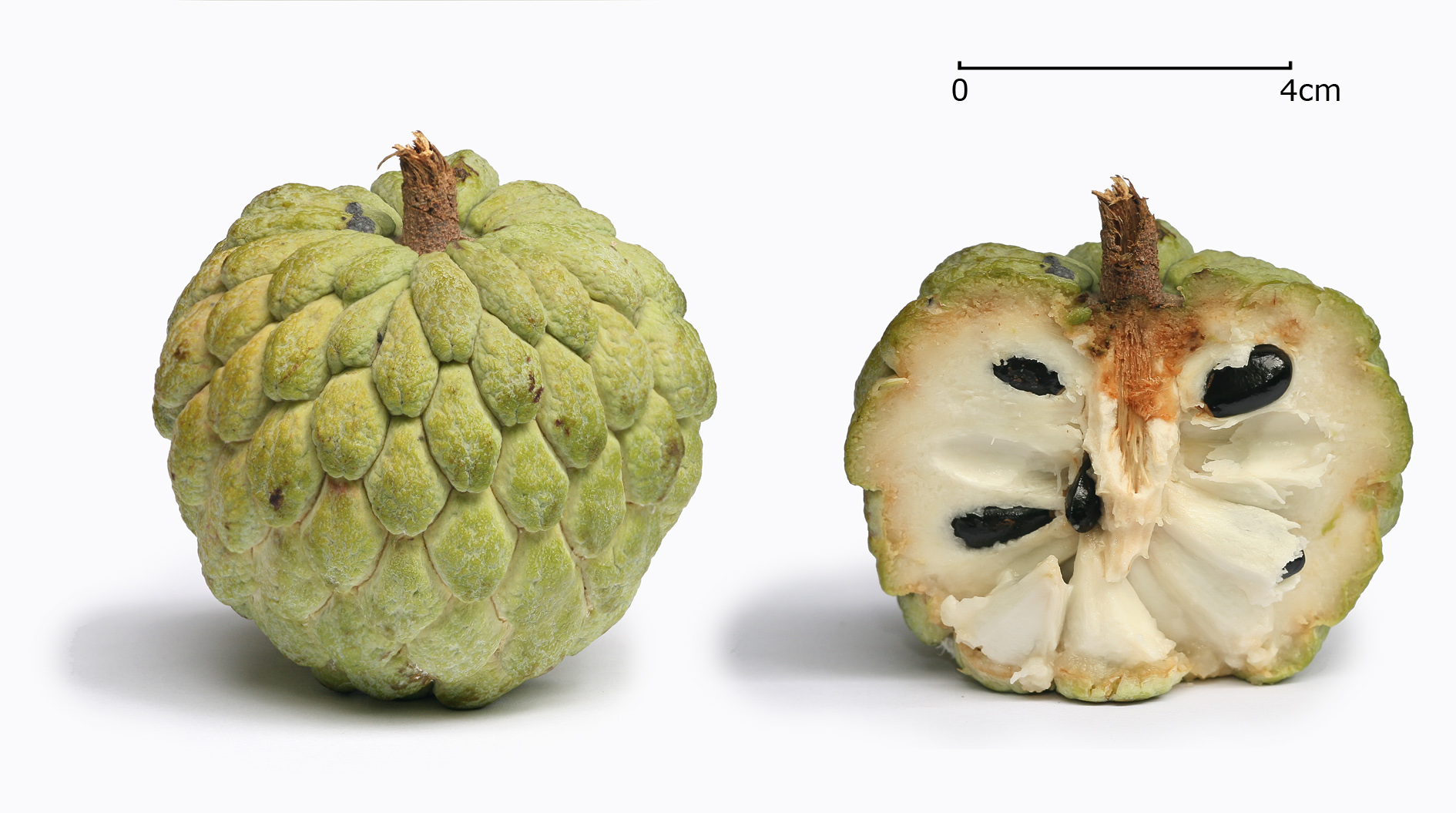
El fruto entero y en corte transversal.

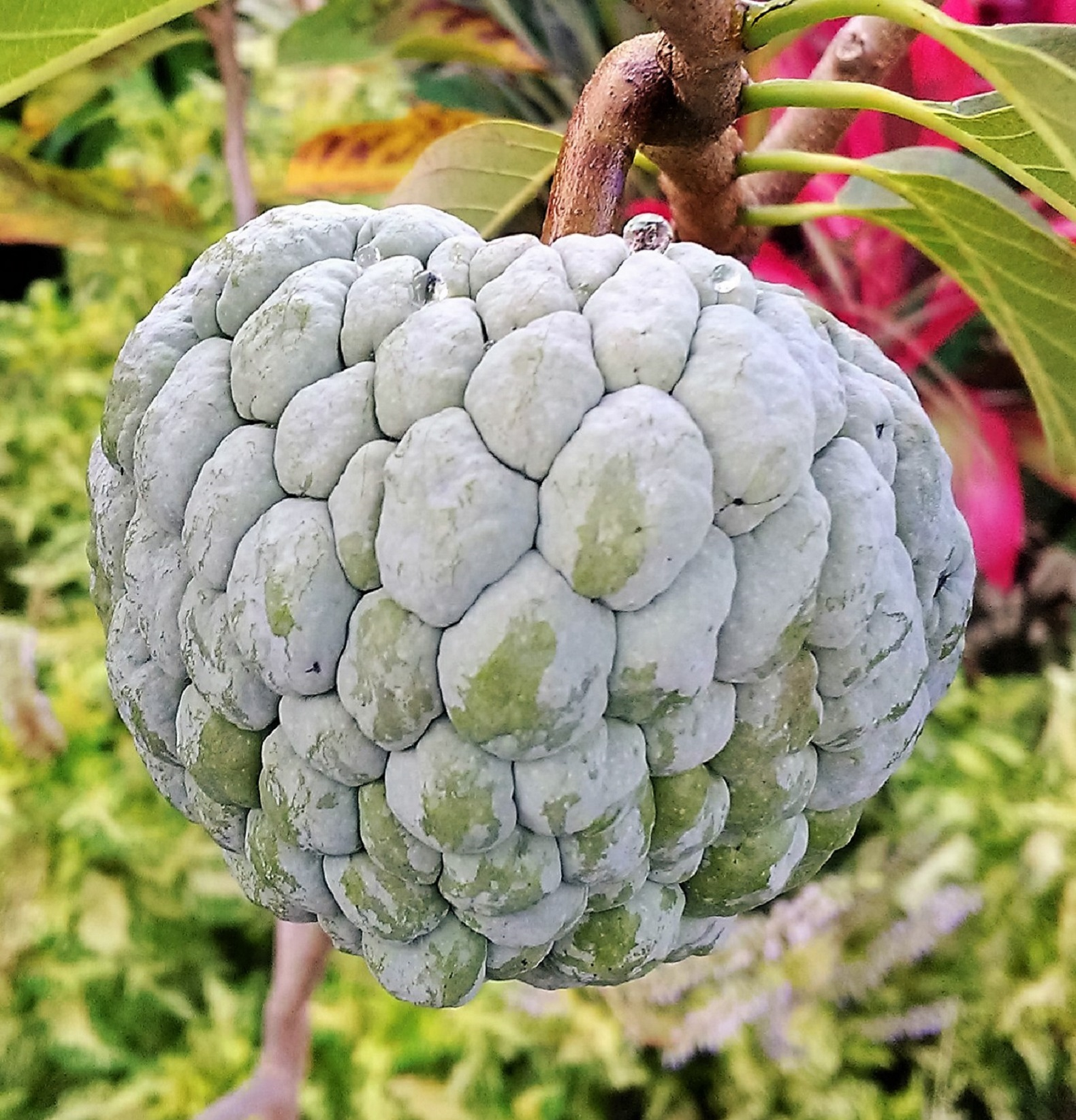
fruto

Annona squamosa fue descrita por Carlos Linneo y publicado en Species Plantarum vol. 1, p. 537 en 1753.
Sinonimia
- Annona asiatica L.
- Annona asiatica Vahl
- Annona cinerea Dunal
- Annona distincta Raeusch.
- Annona forskahlii DC.
- Annona forsskalii DC.
- Annona glabra Forssk. nom.illeg.
- Annona squamosa Delile nom.illeg.
- Annona squamosa f. parvifolia Kuntze
- Guanabanus squamosus M.Gómez
- Xylopia frutescens Sieb. ex Presl
- Xylopia frutescens var. glabra S.Watson
- Xylopia glabra L.[4]